# 360-talet

## Händelser
- 361 - Julianus Apostata blir romersk kejsare och försöker återställa dyrkandet av de gamla gudarna i Romarriket.
- 22 oktober 362 – Apollotemplet vid Daphne, utanför Antiochia, förstörs i en mystisk eld.
- 20 april 363 - Venus täcker Jupiter.
- 363 - Petra, Nabatéernas stad, skadas av en jordbävning.
- 364 -  Valens (som är arian) påbörjar de första förföljelserna av icke-kristna i Romarriket.
- 366 - Den buddhistiske munken Lo-tsun får en vision om "gyllene strålar av ljus som skiner ner på tusen buddhor", vilket resulterar i skapandet av Mogaogrottorna.

## Födda
- Omkring 365 – Stilicho, romersk general och statsman.

## Avlidna
- 3 november 361 – Constantius II, kejsare av Rom.
- 26 juni 363 – Julianus Apostata, kejsare av Rom.
- 17 februari 364 – Jovianus, kejsare av Rom.
- 24 september 366 – Liberius, påve.